# John Wayne
John Wayne (Winterset, 26 de maig de 1907 - Los Angeles, 11 de juny de 1979), popularment conegut com «El Duc», fou un actor estatunidenc guanyador d'un Oscar i principalment conegut pels seus westerns.
La seva carrera començava en el cinema mut durant els anys 1920. Fou una de les principals estrelles des dels anys 1940 fins als anys 1970. Famós sobretot pels seus westerns i èpiques de la Segona Guerra Mundial, també feia una gamma àmplia de pel·lícules de diversos gèneres, biografies, comèdies romàntiques, policíaques, etc. Tipificava una certa classe de masculinitat individualista tosca, convertint-se en una icona americana.
El 1999, l'American Film Institute li va atorgar el lloc número 13 en la seva llista de las 100 estrellas més importants de tots els temps. Una enquesta Harris publicada el 2007 li va atorgar el tercer lloc entre les estrelles favorites dels Estats Units, l'única estrella ja morta de l'enquesta i alhora, l'única estrella que hi havia estat apareixent cada any.
Va morir de càncer l'11 de juny de 1979, setze dies després d'haver complert 72 anys.

## Biografia[1]
John Wayne naixia Marion Robert Morrison a Winterset, Iowa, el 1907, però el seu nom es convertia en Marion Michael Morrison quan els seus pares decidien anomenar el seu pròxim fill Robert. Els primers anys van estar marcats per la pobresa; el seu pare no gestionava bé l'economia familiar. El duc era un estudiant bo i popular. Alt i amb condicions físiques, era un futbolista destacat a l'Institut Glendale i va ser reclutat per la Universitat de Califòrnia. John Wayne fou membre de la Orde Internacional DeMolay. Com a adolescent, Wayne també treballava en una botiga de gelats, el propietari del qual arrendava cavalls per als estudis de Hollywood locals. Mentre, a la universitat, Wayne començava a treballar al voltant dels estudis locals de cinema.
Després de dos anys de treballar en papers puntals en els Estudis Fox Entertainment Group per $35 a la setmana, se li ofereix el paper principal a la pel·lícula de 1930 The Big Trail; el director, Raoul Walsh, (que "descobria" Wayne) li donava el nom artístic de "John Wayne". Tot i ser un fracàs comercial, el seu sou s'alçava a $75 la setmana. Els especialistes de l'estudi li ensenyaren a cavalcar i altres tècniques del western. Nou anys més tard, la seva actuació a la pel·lícula La diligència el converteix en estrella (1939).
Wayne apareixia en més de vint de les pel·lícules de John Ford des de 1928 i durant els 35 propers anys, incloent-hi Stagecoach (1939), La legió invencible (1949), The Quiet Man (1952), Centaures del desert (1956), Escrit sota el sol (1957), i L'home que va matar Liberty Valance (1962).
Un dels papers més lloats de Wayne era a The High and the Mighty (1954), dirigit per William Wellman i basada en una novel·la d'Ernest K. Gann, on retratava un aviador heroic. Island in the Sky (1953) hi està molt relacionada, de fet les dues pel·lícules es feien el mateix any amb el mateix productor, director, escriptor, cinematògraf, editor, i distribuïdor.
El 1949, el director Robert Rossen oferia el paper protagonista de All the King's Men a Wayne, que rebutjava per antiamericana. Broderick Crawford, que finalment prenia el paper, guanyava l'Oscar de 1950 al millor actor, guanyant a Wayne, que estava nomenat pel seu paper a The Sands of Iwo Jima.
John Wayne guanyava finalment un Oscar per Valor de llei (1969). També va ser nominat com a director per El Álamo, una de les dues pel·lícules que va dirigir. L'altra era The Green Berets (1968), l'única pel·lícula feta durant la Guerra del Vietnam per donar suport al conflicte.

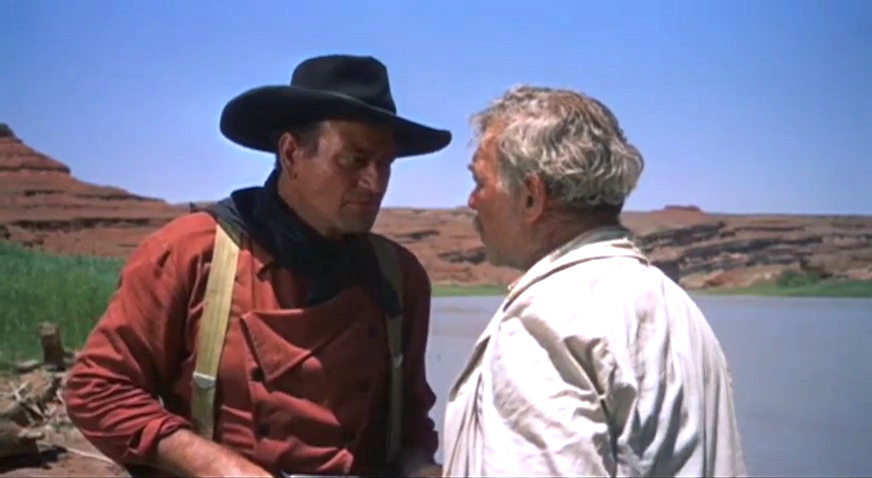
Escena del tràiler de Centaures del desert

Centaures del desert és àmpliament considerada com la millor actuació i potser més complexa de Wayne.
Wayne era conegut pels seus ideals conservadors. Fou un anticomunista ardent, i també fou seguidor de House Un-American Activities Committee i de la llista negra d'actors i actrius que s'acusaven de ser compassius amb els ideals comunistes.
El 1964 se li diagnostica un càncer de pulmó, i se'l opera per extreure el seu pulmó esquerre sencer i dues costelles.
Potser a causa de la seva enorme popularitat, o pel seu estatus de ser el republicà més famós protagonista de Hollywood, el Partit Republicà recorre a Wayne per a ser president el 1968. S'hi negà argumentant que no creia que el públic consideraria seriosament un actor a la Casa Blanca. Tanmateix, donava suport al seu amic Ronald Reagan com a governador de Califòrnia el 1966 i el 1970.
Wayne es va casar tres vegades, sempre amb núvies que parlaven espanyol; a Josephine Alicia Saenz, Esperanza Baur, i Pilar Palette. Tenia quatre fills amb Josephine i tres amb Pilar, els més notables foren l'actor Patrick Wayne i Aissa Wayne, que va escriure una memòria de la seva vida com a filla de John Wayne.
John Wayne va morir de càncer d'estómac l'11 de juny de 1979.

## Filmografia

### Anys 1920
- Brown of Harvard (1926)
- Bardelys the Magnificent (1926)
- The Great K & A Train Robbery (1926)
- Annie Laurie (1927)
- The Drop Kick (1927)
- Mother Machree (1928)
- Four Sons (1928)
- Hangman's House (1928)
- Speakeasy (1929)
- The Black Watch (1929)
- Noah's Ark (1929)
- Words and Music (1929)
- Salute (1929)
- The Forward Pass (1929)

### Anys 1930
| - Men Without Women (1930) - Born Reckless (1930) - Rough Romance (1930) - Cheer Up and Smile (1930) - The Big Trail (1930) - Girls Demand Excitement (1931) - Three Girls Lost (1931) - Arizona (1931) - The Deceiver (1931) - Range Feud (1931) - Maker of Men (1931) - The Voice of Hollywood No. 13 (1932) (curt) - Running Hollywood (1932) (curt) - The Shadow of the Eagle (1932) - Texas Cyclone (1932) - Two-Fisted Law (1932) - Lady and Gent (1932) - The Hurricane Express (1932) - The Hollywood Handicap (1932) (curt) - Ride Him, Cowboy (1932) - That's My Boy (1932) - The Big Stampede (1932) - Haunted Gold (1932) - The Telegraph Trail (1933) - Els tres mosqueters (The Three Musketeers) (1933) (serial) - Central Airport (1933) - Somewhere in Sonora (1933) - His Private Secretary (1933) - The Life of Jimmy Dolan (1933) - Baby Face (1933) - The Man From Monterey (1933) - Riders of Destiny (1933) - College Coach (1933) - Sagebrush Trail (1933) - The Lucky Texan (1934) - West of the Divide (1934) - Blue Steel (1934) - The Lawless Frontier (1934) | - Helltown (1934) - The Man from Utah (1934) - Randy Rides Alone (1934) - The Star Packer (1934) - The Trail Beyond (1934) - The Lawless Beyond (1934) - Neath the Arizona Skies (1934) - Texas Terror (1935) - Rainbow Valley (1935) - The Desert Trail (1935) - The Dawn Rider (1935) - Paradise Canyon (1935) - Westward Ho (1935) - The New Frontier (1935) - Lawless Range (1935) - The Oregon Trail (1936) - The Lawless Nineties (1936) - King of the Pecos (1936) - The Lonely Trail (1936) - Winds of the Wasteland (1936) - Sea Spoilers (1936) - Conflict (1936) - California Straight Ahead! (1937) - I Cover the War (1937) - Idol of the Crowds (1937) - Adventure's End (1937) - Born to the West (1937) - Pals of the Saddle (1938) - Overland Stage Raiders (1938) - Santa Fe Stampede (1938) - Red River Range (1938) - Stagecoach (1939) - The Night Riders (1939) - Three Texas Steers (1939) - Wyoming Outlaw (1939) - New Frontier (1939) - Revolta a la muntanya (Allegheny Uprising) (1939) |

### Anys 1940
| - Meet the Stars: Cowboy Jubilee (1940) (curt) - Three Faces West (1940) - El retorn a casa (The Long Voyage Home) (1940) - Seven Sinners (1940) - Dark Command (1940) - A Man Betrayed (1941) - Lady from Louisiana (1941) - The Shepherd of the Hills (1941) - Meet the Stars: Past and Present (1941) (curt) - Lady for a Night (1942) - Reap the Wild Wind (1942) - The Spoilers (1942) - In Old California (1942) - Flying Tigers (1942) - Pittsburgh (1942) - Reunion in France (1942) - A Lady Takes a Chance (1943) - In Old Oklahoma (1943) | - The Fighting Seabees (1944) - Ell i la seva enemiga (Tall in the Saddle) (1944) - Algun dia tornaré (Flame of Barbary Coast) (1945) - La patrulla del coronel Jackson (Back to Bataan) (1945) - They Were Expendable (1945) - Dakota (1945) - Without Reservations (1946) - Angel and the Badman (1947) (també productor) - Homes de presa (Tycoon) (1947) - Riu Vermell (Red River) (1948) - Fort Apache (1948) - Three Godfathers (1948) - Wake of the Red Witch (1948) - The Fighting Kentuckian (1949) (també productor) - La legió invencible (She Wore a Yellow Ribbon) (1949) - Screen Snapshots: Hollywood Rodeo (1949) (curt) - Sands of Iwo Jima (1949) |

### Anys 1950
| - Rio Grande (1950) - Screen Snapshots: Reno's Silver Spur Awards (1951) (curt) - Operation Pacific (1951) - The Screen Director (1951) (curt) - Screen Snapshots: Hollywood Awards (1951) (curt) - Infern als núvols (Flying Leathernecks) (1951) - Miracle in Motion (1952) (curt) (narrador) - The Quiet Man (1952) - Big Jim McLain (1952) (també productor) - Trouble Along the Way (1953) - Island in the Sky (1953) (també productor) - Hondo (1953) (també productor) - The High and the Mighty (1954) (també productor) | - Persecució a alta mar (The Sea Chase) (1955) - Screen Snapshots: The Great Al Jolson (1955) (curt) - Carreró sagnant (Blood Alley) (1955) (també productor i director) - El conqueridor de Mongòlia (The Conqueror) (1956) - Centaures del desert (The Searchers) (1956) - Escrit sota el sol (The Wings of Eagles) (1957) - Jet Pilot (1957) - La llegenda dels perduts (Legend of the Lost) (1957) - I Married a Woman (1958) (cameo) - El bàrbar i la geisha (The Barbarian and the Geisha) (1958) - Rio Bravo (1959) - Missió d'audaços (The Horse Soldiers) (1959) |

### Anys 1960
| - El Álamo (1960) (també productor i director) - North to Alaska (1960) - The Challenge of Ideas (1961) (curt) (narrador) - Els comanxers (The comancheros) (1961) (també director) - L'home que va matar Liberty Valance (The Man Who Shot Liberty Valance) (1962) - Hatari! (1962) - El dia més llarg (1962) - La conquesta de l'oest (How the West Was Won) (1962) - McLintock! (1963) - La taverna de l'irlandès (Donovan's Reef) (1963) - El fabulós món del circ (Circus World) (1964) | - The Greatest Story Ever Told (1965) - In Harm's Way (1965) - The Sons of Katie Elder (1965) - L'ombra d'un gegant (Cast a Giant Shadow) (1966) - El Dorado (1966) - A Nation Builds Under Fire (1967) (curt) (narrador) - The War Wagon (1967) - The Green Berets (1968) (també director) - Hellfighters (1968) - Valor de llei (True Grit) (1969) - The Undefeated (1969) |

### Anys 1970
- No Substitute for Victory (1970) (documental)
- Chisum (1970)
- Rio Lobo (1970)
- Big Jake (1971) (també co-director)
- Directed by John Ford (1971) (documental)
- Els cowboys (The Cowboys) (1972)
- Anul·leu la meva reserva (Cancel My Reservation) (1972) (cameo)
- Els lladres de trens (The train robbers) (1973)
- La soga de la forca (Cahill U.S. Marshall) (1973)
- McQ (1974)
- Brannigan (1975)
- Rooster Cogburn (1975)
- Chesty: Tribute to a Legend (1976) (documental) (narrador)
- L'últim pistoler (The Shootist) (1976)

## Premis i nominacions

### Premis
- 1966: Premi Cecil B. DeMille
- 1970: Oscar al millor actor per Valor de llei
- 1970: Globus d'Or al millor actor dramàtic per Valor de llei

### Nominacions
- 1950: Oscar al millor actor per Sands of Iwo Jima[10]
- 1961: Oscar a la millor pel·lícula per El Álamo[11]
- 1972: Millor Àlbum Parlat per America, Why I Love Her[12]